# Katharine McPhee (album)
Katharine McPhee è il primo eponimo album in studio della cantante statunitense Katharine McPhee, pubblicato nel 2007.

## Tracce
1. Love Story – 3:08
2. Over It – 3:35
3. Open Toes – 3:23
4. Home – 4:07
5. Not Ur Girl – 3:58
6. Each Other – 3:59
7. Dangerous – 3:51
8. Ordinary World – 3:50
9. Do What You Do – 3:13
10. Better Off Alone – 4:04
11. Neglected – 4:50
12. Everywhere I Go – 3:48

## Classifiche
| Classifica (2007) | Posizione raggiunta |
| ----------------- | ------------------- |
| Stati Uniti       | 2                   |